# Onosma graeca
Onosma graeca ist eine Pflanzenart aus der Gattung der Lotwurzen (Onosma) in der Familie der Raublattgewächse (Boraginaceae).

## Beschreibung
Onosma graeca ist eine mehr oder weniger rasenbildende, zweijährige Pflanze. Die Stängel erreichen Wuchshöhen von 10 bis 30 cm. Sie sind aufrecht, stark verzweigt, fein behaart und mit abstehenden, 2 bis 4 mm langen Borsten behaart. Die unteren Laubblätter sind bis zu 100 mm lang und bis zu 10 mm breit, linealisch oder linealisch-lanzettlich.
Die Blütenstände sind stark verzweigt. Die Blütenstiele sind 2 bis 5 mm lang, die Tragblätter sind in etwa so lang wie der Kelch. Dieser ist zur Blütezeit etwa 10 mm lang, zur Fruchtreife bis zu 15 mm. Die Krone ist 14 bis 15 mm lang, blass gelb und mit purpur überhaucht und flaumhaarig behaart. Sie ist unbehaart und in etwa 1½-mal so lang wie der Kelch. Die Staubbeutel sind kürzer als die Staubfäden.
Die Früchte sind etwa 6 bis 7 mm lange, warzige Nüsschen.

## Vorkommen
Die Art ist in Mittel- und Südgriechenland, in der Südägäis und in der Türkei verbreitet.